# Некрасов Микола Віссаріонович
Микола Віссаріонович Некрасов (20 жовтня (1 листопада) 1879, Санкт-Петербург, Російська імперія — 7 травня 1940, Москва, РРФСР) — російський політичний діяч, інженер. Член Державної думи III та IV скликань. Міністр шляхів сполучень і міністр фінансів Тимчасового уряду (1917). Останній генерал-губернатор Фінляндії (1917).

## Біографія
Народився 1 січня 1879 року в місті Санкт-Петербург, в сім'ї священника. У 1902 році закінчив Санкт-Петербурзький інститут інженерів шляхів сполучень. З 1903 по 1905 проходив стажування в Німеччині.

## На викладацькій роботі
З 1 серпня 1902 — штатний викладач математики, механіки та креслення інженерно-будівельного відділення Томського технологічного інституту. З 1 липня 1906 — в.о. екстраординарного професора по кафедрі будівельної механіки (спеціальність «Мости»). Читав курси лекцій «Статика споруд», «Мости», керував проєктуванням із будівельного мистецтва (мостові засади), будівельній механіці, статиці споруд. У 1906—1908 був секретарем інженерно-будівельного відділення.
Підготував два конспективні курси: «Статика споруд», «Статичні невизначувані системи». Представив дисертацію «До теорії ферм з жорсткими з'єднаннями у вузлах. Досвід порівняльного аналізу методів розрахунку» (1907). Колеги описували Некрасова як «серйозного та розумного викладача».

## Політична діяльність
З 1905 активно брав участь в політичному житті Росії, взяв участь в організації групи академічного союзу (союз професорів) в Томські. Недовго жив в Ялті, де вступив в Конституційно-демократичну партію (Партію народної свободи), очолював її Ялтинське відділення, представляв Таврійську губернію на 1-му установчому з'їзді кадетської партії.
У 1909–1915 — член Центрального комітету (ЦК) партії кадетів, лідер її лівого крила, прибічник активної співпраці з соціалістичними партіями, вийшов зі складу ЦК, оскільки помірна більшість не погоджувалася з його ідеями.

## Парламентська діяльність
З 1907 — член III Державної думи від Томської губернії, входив у фракцію кадетів. Вважався одним з найактивніших депутатів, виступив з думської трибуни понад 100 разів. В основному займався проблемами будівництва, шляхів сполучення і фінансів. Некрасов був доповідачем фінансової комісії із залізничних та питань водних шляхів. Виступав з обґрунтуванням будівництва залізничних гілок Тюмень-Омськ, Єкатеринбург-Курган.
Ініціатор вироблення плану сибірського залізничного будівництва за участю місцевих громадських сил. Входив до складу Сибірської парламентської групи, беручи активну участь в розробці законопроєктів, що стосуються Сибіру.
Один з видатних діячів російського політичного масонства, член Верховної ради Великого Сходу народів Росії, до конвенту 1912, а потім в 1915 — першій половині 1916 — секретар Верховної ради. У цій якості тісно співпрацював з Олександром Керенським, разом з ним входив в неформальну «масонську п'ятірку» політичних діячів. Її членами були також Олександр Коновалов, Михайло Терещенко, Іван Єфремов, що стали пізніше міністрами Тимчасового уряду.
З 1912 — член IV Державної думи від Томської губернії, в 1916–1917 — товариш її голови. Після початку Першої світової війни очолював санітарний загін. Входив до складу Особливої наради по обороні держави. Разом з Олександром Гучковим брав участь у підготовці змови з метою зміщення Миколи II, був прибічником рішучих дій.
Під час Лютневої революції 1917 — член Тимчасового комітету Державної думи. У ніч на 3 березня склав законопроєкт про оголошення Росії республікою, що викликало різке невдоволення лідера кадетів Павла Милюкова, який вважав Некрасова честолюбним кар'єристом і навіть зрадником (сам Милюков вважав можливою для Росії конституційну монархію).
2 березня — 2 липня 1917 — міністр шляхів сполучення Тимчасового уряду. Прагнучи завоювати популярність серед лівих сил, видав циркуляр про право профспілки залізничників на громадський контроль і спостереження над діяльністю шляхового відомства. Задовольнив вимоги робітників і службовців про підвищення заробітної плати.
Вважав необхідним створення урядової коаліції з соціалістами, був прибічником виведення з уряду П.Милюкова, політичним союзником О. Керенського.
Під час виступу генерала Л. Корнілова виступив проти нього, але при цьому був прибічником відставки Керенського з метою запобігання озброєному конфлікту. В цьому випадку Некрасов як заступник міністра-голови ставав виконавцем обов'язків глави уряду. Проте Керенський тоді утримався на посту прем'єра, і Некрасов був виведений зі складу уряду і висланий з Петрограда у зв'язку з призначенням генерал-губернатором Фінляндії (з 5 вересня 1917 р.).

## Переговори з українським урядом
У кінці червня виявився єдиним з міністрів-кадетів, що підтримав автономію Української Народної Республіки.
Наприкінці червня 1917 року в складі делегації тимчасового уряду Росії (О. Ф. Керенський, М. І. Терещенко, І. Г. Церетелі) брав участь в переговорах з Українською Центральною Радою в Києві і підготовці проєкту декларації, що стало однією з причин урядової кризи.
Позиція Керенського, Некрасова і лівоцентристської більшості членів уряду привела до відставки міністрів-кадетів і формування нового уряду, який очолив Керенський. Некрасов, що вийшов з кадетської партії, 8 липня зайняв пост заступника міністра-голови, а 24 липня, одночасно, міністра фінансів. У липні 1917 р. став одним з лідерів невеликої Російської радикально-демократичної партії, представленої в другому коаліційному складі Тимчасового уряду двома міністрами: самим Некрасовим і І.Єфремовим.

## На господарській роботі
Після приходу до влади більшовиків став керівником московської контори «Синкредсоюзу», статистиком в Наркомпроді. На початку 1918 року, змінивши прізвище на Голгофський, поїхав в Уфу, працював в системі кооперації. У 1919 переїхав в Казань. У березні 1921 р. був пізнаний як колишній міністр Тимчасового уряду, заарештований, відправлений до Москви й в травні, після зустрічі з Володимиром Леніним в Кремлі, звільнений.
У 1921–1930 був членом правління Центросоюза РРФСР і СРСР, викладав в Московському університеті, в Інституті споживкооперації.
30 листопада 1930 р. заарештований колегією ОДПУ, засуджений до 10 років ув'язнення по справі т.з. «контрреволюційній організації» Союзного бюро ЦК РСДРП (м). Перебуваючи в ув'язненні, працював в Особливому конструкторському бюро по проєктуванню Біломоро-балтійського каналу, брав участь у будівництві каналу.
У березні 1933 року із завершенням будівництва каналу достроково звільнений, після чого працював на будівництві каналу Москва — Волга як співробітник управління будівництвом і начальник Завідовського району будівництва. У 1938 р. за достроковий пуск каналу нагороджений орденом Трудового Червоного Прапора. У 1939 р. обіймав посаду начальника робіт у Калязінському районі Волзького ВТТ НКВС (Волгобуду), займався будівництвом гідровузлів.
13 червня 1939 року був заарештований. 14 квітня 1940 року засуджений Військовою колегією Верховного Суду СРСР за звинуваченням у шкідництві на будівництві каналу Москва-Волга і організації контрреволюційної терористичної групи з метою вбивства керівників ВКП(б) і радянського уряду. 7 травня 1940 року розстріляний. Похований в Москві на Донському кладовищі. Реабілітований 12 березня 1991 року Прокуратурою СРСР.